# Moselia
Moselia is een geslacht van steenvliegen uit de familie naaldsteenvliegen (Leuctridae). De wetenschappelijke naam van het geslacht is voor het eerst geldig gepubliceerd in 1943 door Ricker.

## Soorten
Moselia omvat de volgende soorten:
- Moselia infuscata (Claassen, 1923)